# Yolande Amana Guigolo
Yolande Amana Guigolo, född 15 september 1997, är en volleybollspelare (passare). Hon spelar med Kameruns landslag och deltog med dem vid VM 2018 och 2022 och OS 2016. Med dem har hon också vunnit afrikanska mästerskapet tre gånger (2017, 2019 och 2021). På klubbnivå har hon spelat för Bafia Evolution i Kamerun, VBC Chamalières i Frankrike och Apollon Kalamarias i Grekland.